# Manganblått

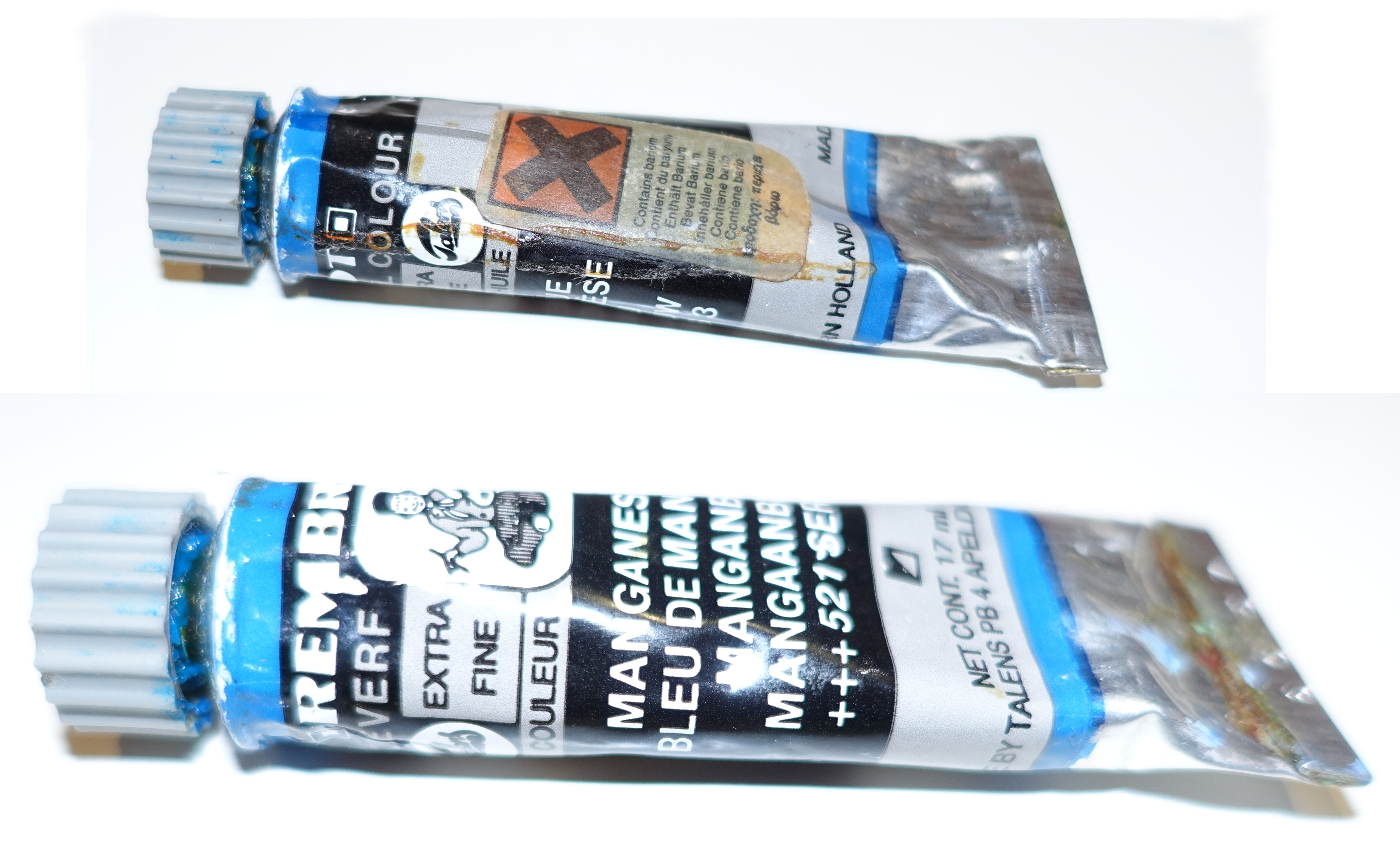
Oljefärgstub med manganblått. På baksidan (övre bilden) ses varning för bariuminnehåll.

Manganblått, eller bariummanganat(VI)sulfat, C.I. Pigment Blue 33 (77112), är ett oorganiskt pigment med kemisk formel BaMnO4•BaSO4, där de ingående proportionerna är 11 % bariummanganat och 89 % bariumsulfat.
Manganblått är vanligen grönblått, eller cyan, men kan uppvisa kulörer åt klarare blått eller grönt. Det har också kallats "cementblått", då det bland annat använts för att färga cement. Pigmentet har även använts för konstnärsfärger.
Manganblått har framställts sedan åtminstone 1907 men ett patent togs först 1935. På grund av dess giftighet har produktionen dock i det närmaste upphört sedan 1990-talet. Istället förekommer ett flertal färger med liknande nyans, med namn som "Manganese blue hue", ofta framställda med olika ftalocyaniner.